# Naughty by Nature

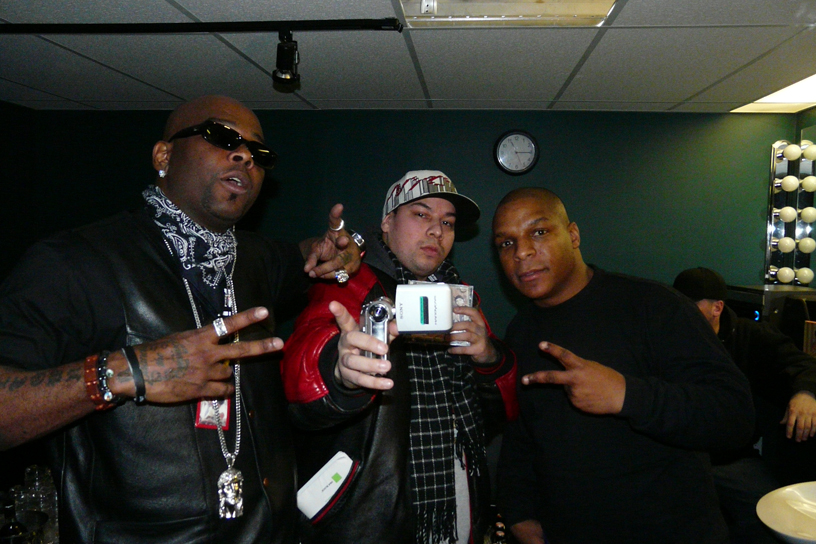
Naughty by Nature (2009)
Treach (links) und Vin Rock (rechts) in Toronto

Naughty by Nature (kurz NBN) ist ein US-amerikanisches Hip-Hop-Duo, das ursprünglich aus den drei Mitgliedern Treach, Vin Rock und DJ Kay Gee bestand. Die Gruppe wurde im Jahr 1988 gegründet, 2000 trennte sich DJ Kay Gee wegen finanzieller Differenzen von der Gruppe.
Die Mitglieder stammen aus East Orange, New Jersey (umgangssprachlich auch „Illtown“ genannt). Zu ihren größten Hits gehören O.P.P. (Other People’s Property) (1991), Ghetto Bastard (Everything’s Gonna Be Alright) (1992) und der Rap Song Hip Hop Hooray (1993), welcher in Deutschland im Jahre 2022 erneut durch die Werbekampagne Vielfalt für alle! Finde, was zu dir passt von der Firma OTTO große Bekanntheit erlangte. Treach war ein guter Freund des verstorbenen Tupac Shakur und hat ihm einen Song namens Mourn You Til I Join You gewidmet. O.P.P. (Other People’s Property) gehörte zum Soundtrack des im Jahre 2005 erschienenen Kriegsdramas Jarhead – Willkommen im Dreck. Das Album Poverty’s Paradise erhielt bei den Grammy Awards 1996 den Preis in der neu eingeführten Kategorie Best Rap Album.

## Diskografie

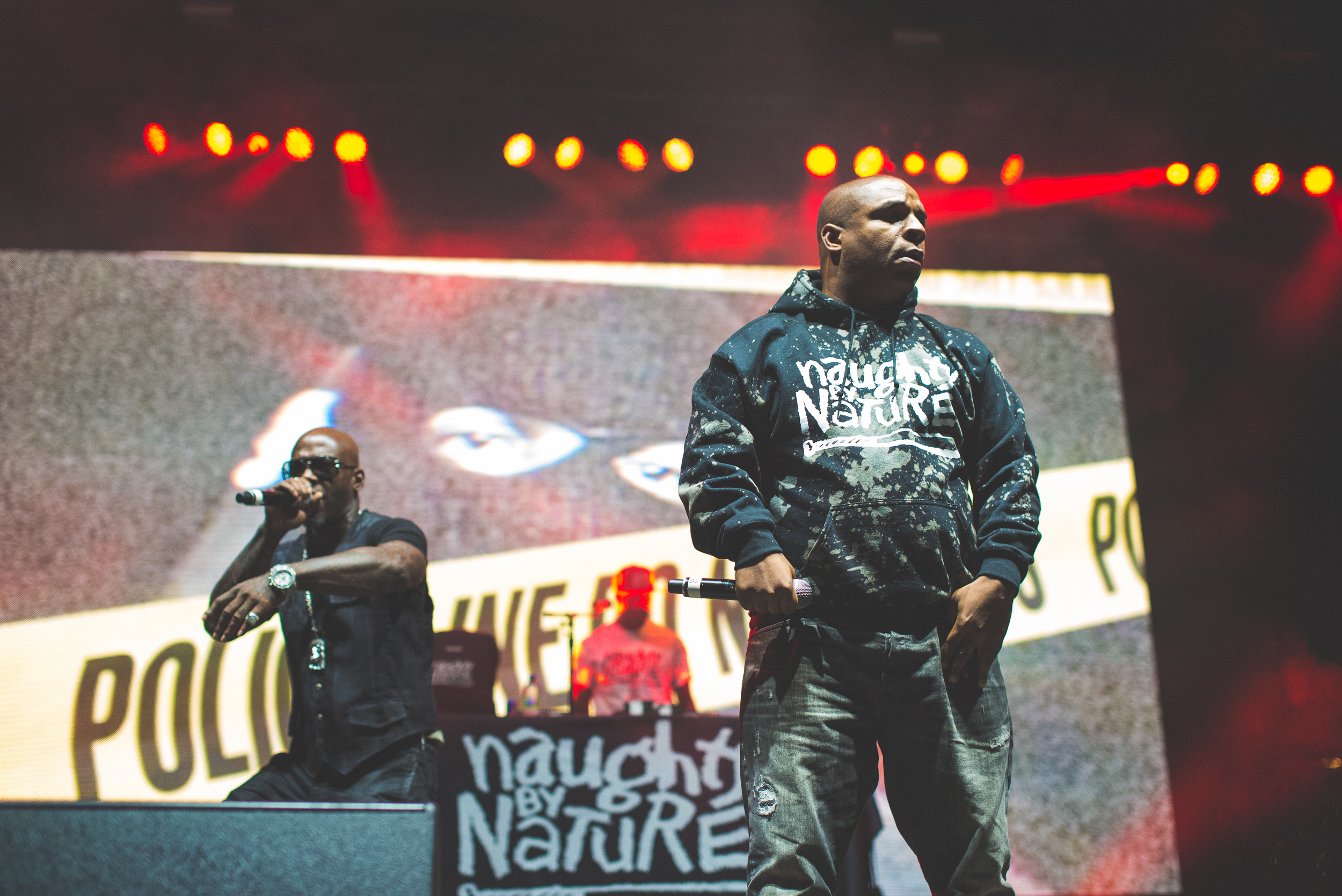
Naughty by Nature (2016)

### Studioalben
| Jahr | Titel                          | Höchstplatzierung, Gesamtwochen, AuszeichnungChartplatzierungen (Jahr, Titel, Platzierungen, Wochen, Auszeichnungen, Anmerkungen) | Höchstplatzierung, Gesamtwochen, AuszeichnungChartplatzierungen (Jahr, Titel, Platzierungen, Wochen, Auszeichnungen, Anmerkungen) | Höchstplatzierung, Gesamtwochen, AuszeichnungChartplatzierungen (Jahr, Titel, Platzierungen, Wochen, Auszeichnungen, Anmerkungen) | Höchstplatzierung, Gesamtwochen, AuszeichnungChartplatzierungen (Jahr, Titel, Platzierungen, Wochen, Auszeichnungen, Anmerkungen) | Höchstplatzierung, Gesamtwochen, AuszeichnungChartplatzierungen (Jahr, Titel, Platzierungen, Wochen, Auszeichnungen, Anmerkungen) | Anmerkungen                                                   |
| Jahr | Titel                          | DE | AT | CH | UK | US | Anmerkungen                                                   |
| ---- | ------------------------------ | --- | --- | --- | --- | --- | ------------------------------------------------------------- |
| 1989 | Independent Leaders            | — | — | — | — | — | Erstveröffentlichung: 1989 als The New Style                  |
| 1991 | Naughty by Nature              | — | — | — | — | US16 Platin · (54 Wo.)US | Erstveröffentlichung: 3. September 1991 Verkäufe: + 1.007.500 |
| 1993 | 19 Naughty III                 | DE41 (14 Wo.)DE | — | CH40 (1 Wo.)CH | UK40 (2 Wo.)UK | US3 Platin · (31 Wo.)US | Erstveröffentlichung: 23. Februar 1993 Verkäufe: + 1.000.000  |
| 1995 | Poverty’s Paradise             | DE39 (8 Wo.)DE | — | CH44 (1 Wo.)CH | UK20 (4 Wo.)UK | US3 Gold · (18 Wo.)US | Erstveröffentlichung: 2. Mai 1995 Verkäufe: + 500.000         |
| 1999 | 19 Naughty Nine: Nature’s Fury | DE94 (1 Wo.)DE | — | — | — | US22 Gold · (17 Wo.)US | Erstveröffentlichung: 27. April 1999 Verkäufe: + 500.000      |
| 2002 | IIcons                         | — | — | — | — | US15 (10 Wo.)US | Erstveröffentlichung: 7. Mai 2002                             |
| 2011 | Anthem Inc.                    | — | — | — | — | — | Erstveröffentlichung: 13. Dezember 2011                       |

### Kompilationen
| Jahr | Titel                                              | Höchstplatzierung, Gesamtwochen, AuszeichnungChartplatzierungen (Jahr, Titel, Platzierungen, Wochen, Auszeichnungen, Anmerkungen) | Höchstplatzierung, Gesamtwochen, AuszeichnungChartplatzierungen (Jahr, Titel, Platzierungen, Wochen, Auszeichnungen, Anmerkungen) | Höchstplatzierung, Gesamtwochen, AuszeichnungChartplatzierungen (Jahr, Titel, Platzierungen, Wochen, Auszeichnungen, Anmerkungen) | Höchstplatzierung, Gesamtwochen, AuszeichnungChartplatzierungen (Jahr, Titel, Platzierungen, Wochen, Auszeichnungen, Anmerkungen) | Höchstplatzierung, Gesamtwochen, AuszeichnungChartplatzierungen (Jahr, Titel, Platzierungen, Wochen, Auszeichnungen, Anmerkungen) | Anmerkungen                         |
| Jahr | Titel                                              | DE | AT | CH | UK | US | Anmerkungen                         |
| ---- | -------------------------------------------------- | --- | --- | --- | --- | --- | ----------------------------------- |
| 1999 | Nature’s Finest: Naughty by Nature’s Greatest Hits | — | — | — | — | — | Erstveröffentlichung: 9. März 1999  |
| 2003 | Greatest Hits: Naughty’s Nicest                    | — | — | — | — | — | Erstveröffentlichung: 10. Juni 2003 |

### Mixtapes
- 2010: Naughty by Nature: Tha Mixtape

### Singles
| Jahr | Titel Album                                                | Höchstplatzierung, Gesamtwochen, AuszeichnungChartplatzierungen (Jahr, Titel, Album, Platzierungen, Wochen, Auszeichnungen, Anmerkungen) | Höchstplatzierung, Gesamtwochen, AuszeichnungChartplatzierungen (Jahr, Titel, Album, Platzierungen, Wochen, Auszeichnungen, Anmerkungen) | Höchstplatzierung, Gesamtwochen, AuszeichnungChartplatzierungen (Jahr, Titel, Album, Platzierungen, Wochen, Auszeichnungen, Anmerkungen) | Höchstplatzierung, Gesamtwochen, AuszeichnungChartplatzierungen (Jahr, Titel, Album, Platzierungen, Wochen, Auszeichnungen, Anmerkungen) | Höchstplatzierung, Gesamtwochen, AuszeichnungChartplatzierungen (Jahr, Titel, Album, Platzierungen, Wochen, Auszeichnungen, Anmerkungen) | Anmerkungen                                                                                |
| Jahr | Titel Album                                                | DE | AT | CH | UK | US | Anmerkungen                                                                                |
| ---- | ---------------------------------------------------------- | --- | --- | --- | --- | --- | ------------------------------------------------------------------------------------------ |
| 1989 | Scuffin’ Those Knees Independent Leaders                   | — | — | — | — | — | Erstveröffentlichung: 1989 als The New Style                                               |
| 1991 | O.P.P. Naughty by Nature                                   | DE25 (15 Wo.)DE | — | CH6 (13 Wo.)CH | UK35 (13 Wo.)UK | US6 ×2Doppelplatin · (20 Wo.)US | Erstveröffentlichung: 24. August 1991 Verkäufe: + 2.005.000                                |
| 1991 | Everything’s Gonna Be Alright Naughty by Nature            | — | — | — | — | US53 (20 Wo.)US | Erstveröffentlichung: 26. November 1991                                                    |
| 1992 | Uptown Anthem Naughty by Nature                            | — | — | — | — | — | Erstveröffentlichung: 22. Januar 1992                                                      |
| 1992 | Hip Hop Hooray 19 Naughty III                              | DE19 (17 Wo.)DE | — | — | UK20 (14 Wo.)UK | US8 Platin · (22 Wo.)US | Erstveröffentlichung: 10. Dezember 1992 Verkäufe: + 1.005.000                              |
| 1993 | It’s On 19 Naughty III                                     | — | — | — | UK48 (2 Wo.)UK | US74 (12 Wo.)US | Erstveröffentlichung: 8. Juni 1993                                                         |
| 1993 | Written on Ya Kitten 19 Naughty III                        | — | — | — | — | US93 (3 Wo.)US | Erstveröffentlichung: 12. Oktober 1993                                                     |
| 1995 | Clap Yo Hands Poverty’s Paradise                           | — | — | — | — | — | Erstveröffentlichung: 17. Februar 1995                                                     |
| 1995 | Craziest Poverty’s Paradise                                | — | — | — | — | US51 (10 Wo.)US | Erstveröffentlichung: 4. April 1995                                                        |
| 1995 | Feel Me Flow Poverty’s Paradise                            | — | — | — | UK23 (3 Wo.)UK | US17 Gold · (20 Wo.)US | Erstveröffentlichung: 23. Mai 1995 Verkäufe: + 500.000                                     |
| 1997 | Mourn You Til I Join You Ride O.S.T.                       | — | — | — | — | US51 (12 Wo.)US | Erstveröffentlichung: 28. Oktober 1997 Verkäufe: + 5.000                                   |
| 1999 | Dirt All by My Lonely Nineteen Naughty Nine: Nature’s Fury | — | — | — | — | — | Erstveröffentlichung: 23. März 1999                                                        |
| 1999 | Live or Die Nineteen Naughty Nine: Nature’s Fury           | — | — | — | — | — | Erstveröffentlichung: 11. Mai 1999 feat. Master P, Mystikal, Silkk the Shocker und Phiness |
| 1999 | Jamboree Nineteen Naughty Nine: Nature’s Fury              | — | — | — | UK51 (2 Wo.)UK | US10 Gold · (17 Wo.)US | Erstveröffentlichung: 15. Juni 1999 Verkäufe: + 500.000; feat. Zhané                       |
| 1999 | Holiday Nineteen Naughty Nine: Nature’s Fury               | — | — | — | — | — | Erstveröffentlichung: 20. Oktober 1999 Verkäufe: + 70.000                                  |
| 2002 | Feels Good (Don’t Worry Bout a Thing) IIcons               | — | — | — | UK44 (2 Wo.)UK | US53 (20 Wo.)US | Erstveröffentlichung: 30. April 2002                                                       |
| 2010 | Flags Anthem Inc.                                          | — | — | — | — | — | Erstveröffentlichung: 23. September 2010 feat. Jaheim und Balewa Muhammad                  |
| 2011 | Perfect Party Anthem Inc.                                  | — | — | — | — | — | Erstveröffentlichung: 20. September 2011 feat. Joe                                         |

## Auszeichnungen für Musikverkäufe
| Goldene Schallplatte - Neuseeland - 1991: für die Single O.P.P. - 1993: für die Single Hip Hop Hooray - 1998: für die Single Mourn You Til I Join You - 2025: für das Album Naughty by Nature | Platin-Schallplatte - Australien - 2000: für die Single Holiday |

Anmerkung: Auszeichnungen in Ländern aus den Charttabellen bzw. Chartboxen sind in ebendiesen zu finden.
| Land/RegionAuszeichnungen für Musikverkäufe (Land/Region, Auszeichnungen, Verkäufe, Quellen) | Gold     | Platin     | Verkäufe  | Quellen                       |
| -------------------------------------------------------------------------------------------- | -------- | ---------- | --------- | ----------------------------- |
| Australien (ARIA)                                                                            | —        | Platin1    | 70.000    | aria.com.au                   |
| Neuseeland (RMNZ)                                                                            | 4× Gold4 | —          | 22.500    | aotearoamusiccharts.co.nz NZ2 |
| Vereinigte Staaten (RIAA)                                                                    | 4× Gold4 | 5× Platin5 | 7.000.000 | riaa.com                      |
| Insgesamt                                                                                    | 8× Gold8 | 6× Platin6 |           |                               |